# Vanesa Borghi
Vanesa Soledad Borghi Vidal (Luján, Provincia de Buenos Aires; 14 de junio de 1983) es una modelo y presentadora argentina nacionalizada chilena. Entre 2013 y 2021 coanimó el programa humorístico chileno Morandé con compañía.

## Biografía
Vanesa Borghi nació en Luján, Provincia de Buenos Aires, y creció en la localidad de Pilar. En paralelo a sus estudios de Psicología en la Universidad de Buenos Aires comenzó una carrera en las pasarelas.
A los 17 años viajó a Chile para trabajar por tres meses, pero su estadía se alargó y se quedó a vivir en el país. También vivió un año y medio en China trabajando como modelo.
Después de llevar más de 14 años en el país, obtuvo la nacionalidad chilena.

### Carrera televisiva
Por años trabajó en la televisión chilena desfilando en los segmentos de moda de matinales y el estelar Noche de juegos, conducido por Rafael Araneda en TVN.
En 2009 aceptó la propuesta de sumarse al reality show 1910 de Canal 13, espacio que la dio a conocer definitivamente. Al ser eliminada, continuó en la estación televisiva como presentadora de El tiempo y notera de un programa mundialero conducido por Tonka Tomicic. Incluso, fue parte de la teleserie Peleles.
En 2013 emigró a Mega como panelista de Álvaro Escobar en el late show Más vale tarde y coanimadora de Kike Morandé en el programa humorístico Morandé con compañía de Mega. 
Además, es rostro publicitario de las Farmacias del Doctor Simi, donde también anima el programa Vivir mejor que es emitido por los canales mexicanos Las Estrellas y Azteca Trece.
Luego de cinco años en Mega dejó de ser parte del canal a fines de 2018, pero pasó a ser parte de la productora Kike21 encargada del programa Morandé con compañía, por lo que continuó siendo parte de este último.
En 2019 se sumó a La Red, primero, como conductora del programa de turismo Del campo a la mesa. En julio de 2019 formó parte del matinal de La Red, Hola Chile, el cual dejó en abril de 2020.
Durante 2020 condujo Fox Fit en Fox Sports.

## Vida personal
Vanesa Borghi es socia y fanática de Colo-Colo, siempre lo destaca en sus redes sociales y es muy común verla en el Estadio Monumental.
El 25 de mayo de 2012 se casó con Danilo Sturiza, ingeniero civil chileno y padre de dos hijos. Se separaron en 2022. Posteriormente empezó una relación con el ingeniero comercial Carlos Garcés, con quien concibió una hija, Clara, fallecida a los seis meses de gestación.

## Filmografía

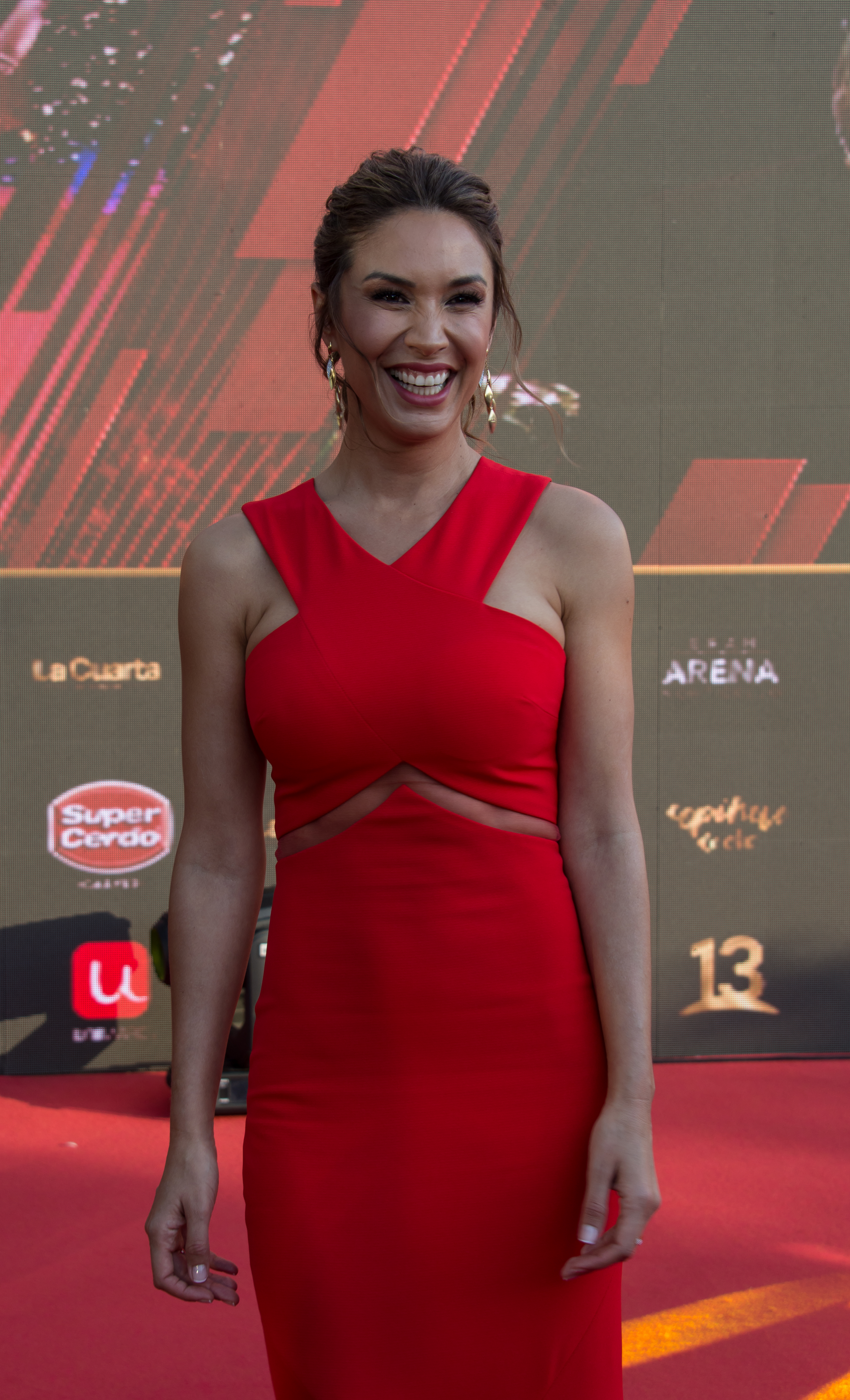
Vanesa Borghi en los Copihue de Oro 2018.

### Televisión
| Año           | Programa              | Rol                                    | Canal                        |
| ------------- | --------------------- | -------------------------------------- | ---------------------------- |
| 2009          | 1910                  | Participante (14.ª eliminada)          | Canal 13                     |
| 2010          | Alfombra roja         | Conductora (reemplazo a Diana Bolocco) | Canal 13                     |
| 2010          | Tonka Tanka           | Notera                                 | Canal 13                     |
| 2013          | Más vale tarde        | Panelista                              | Mega                         |
| 2013-2021     | Morandé con compañía  | Coanimadora                            | Mega                         |
| 2014-2015     | Amor a prueba         | Anfitriona (segmento "Actividades")    | Mega                         |
| 2015-2016     | Mucho gusto           | Presentadora (segmento "Moda")         | Mega                         |
| 2016-presente | Vivir mejor           | Conductora                             | Las Estrellas Azteca Uno     |
| 2019          | Del campo a la mesa   | Conductora                             | La Red                       |
| 2019-2020     | Hola Chile            | Conductora                             | La Red                       |
| 2020          | Fox Fit               | Conductora                             | Fox Sports Chile             |
| 2020-2021     | Vivir consciente      | Conductora                             | La Red                       |
| 2021-2022     | El discípulo del chef | 2.ª finalista                          | Chilevisión                  |
| 2024          | Buenos días a todos   | Panelista                              | Televisión Nacional de Chile |

### Telenovelas
| Teleseries | Teleseries | Teleseries | Teleseries |
| Año        | Teleserie  | Rol        | Canal      |
| ---------- | ---------- | ---------- | ---------- |
| 2011-2012  | Peleles    | Rosario    | Canal 13   |

### Videos musicales
| Videos musicales | Videos musicales | Videos musicales |
| Año              | Videoclip        | Artista          |
| ---------------- | ---------------- | ---------------- |
| 2015             | Para mi ex       | Mario Guerrero   |